# Smolice (powiat zgierski)
Smolice – wieś w Polsce położona w województwie łódzkim, w powiecie zgierskim, w gminie Stryków. W latach 1975–1998 miejscowość należała administracyjnie do ówczesnego województwa łódzkiego.
W 2007 r. sołectwo liczyło 339 mieszkańców, w tym 171 kobiet (w 1996 r. – 273). Wskaźnik feminizacji osiągał wartość 101/100.
W miejscowości działało Państwowe Gospodarstwo Rolne – Państwowe Gospodarstwo Hodowli Zwierząt Futerkowych w Strykowie i Smolicach.

## Położenie
Sołectwo Smolice położone jest w centralnej części gminy, granicząc bezpośrednio od wschodu z miastem Stryków. Sołectwo składa się z dwóch jednostek osadniczych: Smolic (położonych w centralnej części) oraz Smolic Górnych (znajdujących się w północno-zachodnim fragmencie). Wzdłuż południowej granicy sołectwa przebiega autostrada A-2, w części północnej znajduje się droga powiatowa nr 708 relacji Stryków–Ozorków, natomiast przez środek równoleżnikowo biegnie lokalna droga łącząca Stryków ze Swędowem. W północno-zachodniej części znajduje się linia kolejowa Łódź – Łowicz.

## Środowisko przyrodnicze
Przez sołectwo równoleżnikowo przebiega Strykowski Poziom Krawędziowy Wysoczyzny Łódzkiej. Najwyższy punkt na tym terenie położony jest na wysokości 179,9 m n.p.m. w południowej części (w okolicy autostrady A-2), natomiast najniższej położony obszar znajduje się w dolinie Moszczenicy w północno-zachodnim fragmencie Smolic i jego wysokość wynosi 150,0 m n.p.m. W rzeźbie sołectwa widoczne są dawne wyrobiska poeksploatacyjne – glinianki. 

### Gleby
Część południowa i zachodnia zbudowana jest z gliny zwałowej, od strony drogi krajowej nr 14 do zabudowań wsi Smolice (we wschodniej części sołectwa) wąskim pasem w podłożu zalegają piaski i żwiry. Wzdłuż doliny Moszczenicy występują piaski, żwiry i mułki rzeczne, natomiast w części północno-zachodniej przeważają piaski wodnolodowcowe. Występujące w sołectwie surowce mineralne – czwartorzędowe gliny i piaski, mają lokalne znaczenie gospodarcze. 
Gleby sołectwa Smolice zaliczane są do gleb średniej i niskiej jakości, stanowią je przede wszystkim gleby bielicowe i pseudobielicowe, lokalnie gleby brunatne, w dnie doliny Moszczenicy zalegają gleby murszowe, torfowe i mady. Warunki glebowe nie sprzyjają produkcji rolnej, najlepsze jakościowo gleby klasy IIIb zajmują jedynie 20,4 ha, dominują gleby klasy V (131,7 ha) oraz IV (112,7ha).

## Historia
Najstarsze ślady pobytu ludzi na terenie Smolic pochodzą z przełomu okresu rzymskiego i wczesnego średniowiecza. Nazwa Smolice po raz pierwszy w źródłach pisemnych pojawia się w 1387 r., gdzie wymieniana jest jako Smolicze. W XVI wieku stanowiła własność szlachecką Stanisława Smolickiego leżącą w parafii strykowskiej, w powiecie brzezińskim i województwie łęczyckim. Wówczas dzieliła się na Smolyce Nadolne i Nagórne, składała się z wsi (17 domów), folwarku (2 domy), dworu oraz młyna. Około 200 lat temu większa część dzisiejszego sołectwa porośnięta była gęstym lasem i należała do rodziny Krukowieckich. W XIX wieku składała się ze wsi właściwej, kolonii i folwarku. Hrabia Krukowiecki w XIX wieku przekazał część swych ziem, tzw. „resztówkę”, pracownikom. W wyniku tego nastąpił szybszy rozwój osadnictwa, karczowano lasy oraz parcelowano ziemię. Prawdopodobnie w tym czasie wybudowano tu karczmę, której fragmenty znaleziono podczas budowy centrum logistycznego Raben.
Przeprowadzony w 1921 r. spis powszechny wskazywał na istnienie tylko jednej wsi Smolice, na terenie której znajdowało się 46 budynków mieszkalnych zamieszkałych przez 357 osób, z tego 175 kobiet. Wówczas wyznanie chrześcijańskie deklarowało 345 osób, z tego 125 katolickie, 64 ewangelickie, Smolice zamieszkiwało także 12 osób wyznania mojżeszowego. Narodowość polską wskazały 294 osoby, zaś 63 niemiecką.
Po zakończeniu II wojny światowej jedną z ważniejszych inwestycji na terenie sołectwa była melioracja i uregulowanie często wylewającej Moszczenicy. Najważniejsze wydarzenia w dziejach Smolic miały miejsce na początku lat dziewięćdziesiątych XX w., kiedy podejmowano decyzje o przebiegu autostrad, w wyniku tych ustaleń dziś przez południową część sołectwa biegnie autostrada A2. Na skutek budowy autostrady zmieniło się zagospodarowanie wsi oraz pojawiły nowe inwestycje przemysłowo-logistyczne oraz infrastrukturalne. Obecnie na terenie Smolic nie ma obiektów zabytkowych.

## Zabudowa
Swym układem przestrzennym Smolice przypominają ulicówkę. Cechuje ją zwarta zabudowa (w centralnej części), w większości zagrodowa, ciągnąca się po obu stronach ulicy. 
Poruszając się na wschód w kierunku drogi krajowej Stryków – Łódź zabudowa przechodzi w rozproszoną. We wschodnim fragmencie sołectwa znajduje się część zwartego strykowskiego osiedla domków jednorodzinnych wybudowanego po 1990 r. Na terenie Smolic Górnych zabudowa ma charakter zwarty, działki są niewielkie i dominują tam budynki letniskowe. Ten zwarty zabudowany obszar, z dominacją budynków letniskowych, rozciąga się na sąsiednich sołectwach: Anielin Swędowski, Swędów i Tymianka.
Obiekty leżące na południowym wschodzie oraz między Moszczenicą a granicami miasta (na północy) posiadają funkcję przemysłowo-usługową.
W sołectwie zdecydowana większość budynków pełni funkcję mieszkaniową, szczególnie jest to widoczne na obszarze Smolic Górnych (znikomy odsetek budynków gospodarczych), na terenie wsi Smolice budynkom mieszkalnym zwykle towarzyszą budynki gospodarcze. W części południowo-wschodniej oraz północnej znajdują się wielkopowierzchniowe budynki produkcyjne i usługowe powstałe w ostatnich latach.